# Parc national de Girringun
Le parc national de Girringun est un parc national du nord-est du Queensland en Australie, à environ 50 km au sud d'Ingham, 110 km au nord de Townsville et 1290 km au nord de Brisbane.
Il s'appelait parc national Lumholtz à sa création en 1994. Le secteur des Blencoe Falls a été incorporé au parc en 2000. Son nom a été modifié en parc national de Girrungun en 2003.
Le parc est l'un des parcs des Tropiques humides du Queensland, ensemble de parcs nationaux du Queensland classés au patrimoine Mondial de l'Humanité. Comme tous les parcs ainsi classés, il est géré directement par le ministère de l'environnement.

## Géographie
Ce grand parc national se compose principalement de forêts sclérophylles humides, avec de petites enclaves de forêt tropicale le long des versants est et dans les collines. Les chaînes de montagne Seaview, George et Cardwell dominent le paysage, dont le sol est jonché de débris de granit provenant d'une éruption volcanique il y a environ 100 000 ans. Le point de vue le plus connu du parc est les chutes Wallaman qui, avec 268 mètres de hauteur, sont les plus hautes d'Australie.

## Déplacements
Les voies principales sont la piste de la trouée Dalrymple (Dalrymple Gap Track) et celle des chutes Wallaman, le reste du parc n'étant parcouru - au mieux - que de pistes très rudimentaires.
La majeure partie est accessible aux randonneurs, mais en raison de l'éloignement du parc et du relief accidenté, seuls les randonneurs expérimentés sont en mesure d'y effectuer de longues randonnées.